# Krahulov
Krahulov – miejscowość i gmina (obec) w Czechach, w kraju Wysoczyna, w powiecie Třebíč. W 2022 roku liczyła 277 mieszkańców.
W miejscowości jest stacja kolejowa Krahulov.